# Alfa - Eerste wapenfeiten
Alfa - Eerste wapenfeiten is een Belgische stripreeks die begonnen is in april 2010 met Emmanuel Herzet als schrijver en Eric Loutte en later Alain Queireix als tekenaar.
Het is een spin-off van de stripreeks Alfa.

## Albums
| Nummer | Titel                             | Uitgever   | schrijver       | tekenaar       |
| ------ | --------------------------------- | ---------- | --------------- | -------------- |
| 1      | Vuurdoop                          | Le Lombard | Emmanuel Herzet | Eric Loutte    |
| 2      | Solo                              | Le Lombard | Emmanuel Herzet | Eric Loutte    |
| 3      | De volgende ronde                 | Le Lombard | Emmanuel Herzet | Alain Queireix |
| 4      | Matroesjka's                      | Le Lombard | Emmanuel Herzet | Alain Queireix |
| 5      | Het uur waarop de hyena's drinken | Le Lombard | Emmanuel Herzet | Alain Queireix |